# Gymnosoma dolycoridis
Gymnosoma dolycoridis là một loài ruồi trong họ Tachinidae.